# HD 2904
HD 2904，又名BD+70 24，SAO 4142、HR 129，是一颗恒星，视星等为6.42，位于銀經121.44，銀緯8.16，其B1900.0坐标为赤經0h 27m 20.9s，赤緯+70° 8.16′ 48″。